# シール島
シール島またはシールロック、海驢島（英語: Seal Island, Seal Rock）はオーストラリア南オーストラリア州ヴィクターハーバー市ヴィクターハーバーにある島である。フルリオ半島から南東に約2.7km離れたエンカウンター湾上に位置する。ウェストアイランド保護区とエンカウンター海洋公園に位置付けられている。

## 概要
シール島はヴィクターハーバーの2.7km南東に、ロゼッタ岬の東北3.7km地点に位置する。「1ヘクタールほどの、土壌の洗い流された花崗岩からなる崩れかけの小高い島」で、「海抜は12mに達する」と形容されている。

## 生態
1996年の時点で、シール島は草木の無い島であると認知されており、観察された唯一の脊椎動物はギンガモメのみであった。
「アシカの島」という島名は、19世紀初頭にオーストラリアアシカやニュージーランドオットセイのコロニーがあることから名づけられた。

## 保護区
1979年6月7日より、シール島はウェストアイランド保護区の領域に入ることとなった。2012年からは、シール島の周辺海域がエンカウンター海洋公園に含まれることとなった。